# 哈克貝里 (路易斯安那州)
哈克貝里（英語：Hackberry）是位於美國路易斯安那州卡梅倫堂區的一個普查規定居民點。

## 人口
根據2020年美國人口普查的數據，哈克貝里的面積為89.32平方千米，當中陸地面積為72.72平方千米，而水域面積為16.60平方千米。當地共有人口926人，而人口密度為每平方千米10.37人。